# Brewster (Minnesota)
Brewster és una població dels Estats Units a l'estat de Minnesota. Segons el cens del 2000 tenia 502 habitants.

## Demografia
Segons el cens del 2000, Brewster tenia 502 habitants, 204 habitatges, i 138 famílies. La densitat de població era de 161,5 habitants per km².
Dels 204 habitatges en un 33,8% hi vivien nens de menys de 18 anys, en un 53,9% hi vivien parelles casades, en un 7,4% dones solteres, i en un 31,9% no eren unitats familiars. En el 28,9% dels habitatges hi vivien persones soles el 18,6% de les quals corresponia a persones de 65 anys o més que vivien soles. El nombre mitjà de persones vivint en cada habitatge era de 2,46 i el nombre mitjà de persones que vivien en cada família era de 3,01.
Per edats la població es repartia de la següent manera: un 26,3% tenia menys de 18 anys, un 7,4% entre 18 i 24, un 29,3% entre 25 i 44, un 21,1% de 45 a 60 i un 15,9% 65 anys o més.
L'edat mediana era de 35 anys. Per cada 100 dones de 18 o més anys hi havia 100 homes.
La renda mediana per habitatge era de 38.125 $ i la renda mediana per família de 44.625 $. Els homes tenien una renda mediana de 28.229 $ mentre que les dones 22.019 $. La renda per capita de la població era de 16.263 $. Entorn del 6,5% de les famílies i el 10,8% de la població estaven per davall del llindar de pobresa.

## Poblacions més properes
El següent diagrama mostra les poblacions més properes.